# Wolfgang Vorwald
Wolfgang Vorwald (* 8. Mai 1898 in Beeskow; † 1. Juni 1977 in München) war ein deutscher Offizier, zuletzt Generalleutnant der Luftwaffe im Zweiten Weltkrieg sowie Kommandierender General des Luftgaus München. Nach Kriegsende arbeitete Vorwald im Amt Blank, der Vorgängerinstitution des Bundesministeriums der Verteidigung der Bundesrepublik Deutschland.

## Leben

### Erster Weltkrieg
Als Sohn eines Amtsgerichtsrats trat Vorwald während des Ersten Weltkriegs am 5. Juni 1917 als Fahnenjunker-Unteroffizier in Altona in das Lauenburgische Feldartillerie-Regiment Nr. 45 der Preußischen Armee ein. Am 22. Februar 1918 wurde Vorwald zum Fähnrich ernannt und am 17. Juni 1918 zum Leutnant befördert. Im weiteren Kriegsverlauf wurde er als Batterieoffizier eingesetzt und mit dem Eisernen Kreuz II. Klasse sowie dem Verwundetenabzeichen in Schwarz ausgezeichnet.

### Weimarer Republik
Nach Kriegsende und Rückführung in die Heimat war er vom 20. Januar bis 31. Juli 1919 im 3. Garde-Feldartillerie-Regiment tätig, wurde im Anschluss daran in die vorläufige Reichswehr übernommen und dem Reichswehr-Artillerie-Regiment 3 zugeteilt. Ab 10. Dezember 1919 kam Vorwald dann zum Stab des Infanterieführers 32, später des Infanterieführers 8 und war kurzzeitig bis 30. September 1920 zum Reiter-Regiment 5 kommandiert. Vom 1. Oktober 1920 bis 30. September 1924 war Vorwald bei der 3. Eskadron der 1. (Preußische) Fahr-Abteilung in Gumbinnen. Während dieser Zeit fungierte er in seiner Abteilung zusätzlich als Fürsorgeoffizier und besuchte von Oktober 1923 bis 22. August 1924 die Artillerieschule Jüterbog. Nach einem MG-Kurs beim 1. (Preußisches) Infanterie-Regiment, wurde Vorwald am 1. Oktober 1924 zum Adjutant der 1. Eskadron in Königsberg ernannt. Diese Aufgaben nahm er bis Ende September 1929 wahr und wurde zwischenzeitlich am 1. Juni 1925 zum Oberleutnant befördert.
Nach einer kurzen Zeit als Batterieoffizier, wurde Vorwald im April 1930 zur Verfügung des Chefs der Heeresleitung kommandiert, wo er zum Studium an der Technischen Hochschule Berlin abkommandiert wurde. Während seiner Studienzeit wurde Vorwald am 1. Juli 1933 zum Hauptmann befördert. Am 25. Juli 1934 erhielt er hier seinen Abschluss zum Diplom-Ingenieur. Die abschließende Diplom-Hauptprüfung fand vom 1. bis 31. August 1934 statt. Im September 1934 kehrte Vorwald zur Fahr-Abteilung 1 zurück, wurde aber schon im Oktober des gleichen Jahres zum Eskadronchef der Fahr-Abteilung Seerappen ernannt, dessen Posten er bis Ende März 1935 ausfüllte.

### Übertritt zur Luftwaffe
Am 1. April 1935 trat Vorwald als Hauptmann zur Luftwaffe über, wo er weiterhin in der Flak-Abteilung Seerappen eingesetzt wurde, allerdings als Batterieoffizier. Diese Position hielt er bis September des gleichen Jahres inne. Anschließend war er von Oktober bis Dezember 1936 Batteriechef im Flak-Regiment 11. Patzwall gibt in seiner Publikation für diesen Zeitraum allerdings an, dass Vorwald 1936 zum Höheren Fliegerkommandeur III und im Juni 1936 zum Chef vom Technischen Amt des Luftwaffen-Verwaltungsamtes ernannt worden sein soll. Im Januar 1937 wurde Vorwald an das Reichsluftfahrtministerium (RLM) berufen, wo er bis September 1937 zunächst als Offizier zur besonderen Verwendung und als Taktiklehrer an der Kriegsschule München kommandiert war. Hier wurde Vorwald bereits am 1. Januar 1937 zum Major befördert. Im Anschluss hieran war Vorwald von Oktober 1937 bis Juni 1938 Kommandeur der Lehr-Abteilung der Flakartillerie-Schule.

### Zweiter Weltkrieg
Im Juli 1938 wurde Vorwald zum Chef der Rüstungsabteilung des Chefs des Generalstabes der Luftwaffe ernannt, welche dem Generalquartiermeister der Luftwaffe unterstand. Am 1. April 1939 wurde er hier zum Oberstleutnant und am 1. Februar 1941 zum Oberst befördert. Ende Oktober 1941 schied Vorwald aus dieser Funktion aus und wurde zum 1. November 1941 zum Chef des Technischen Amtes im RLM ernannt. Patzwall gibt den Zeitpunkt dieser Übernahme mit Oktober 1941 an und ergänzt, dass die Position beim Luftwaffen-Generalquartiermeister angesiedelt war. Diese Stellung hielt Vorwald, der am 1. März 1943 zum Generalmajor und am 1. Juli 1944 zum Generalleutnant befördert worden war, bis Ende August 1944 inne. Hier war Vorwald im Frühjahr 1943 an der Einführung der „Freien Nachtjagd“ beteiligt. Sein Vorschlag scheiterte jedoch an der Intervention Josef Kammhubers. Am 17. August 1944 wurde ihm für seine bisherige Tätigkeit das Ritterkreuz des Kriegsverdienstkreuzes mit Schwertern verliehen. Danach fungierte er vom 1. September 1944 bis Ende April 1945 als Kommandierender General und Befehlshaber im Luftgau VII München. In dieser Funktion war er Gerichtsherr der Münchner Luftwaffengerichts. Einer Veröffentlichung der Stadt München zufolge fielen die rekonstruierbaren Urteile des Gerichts in Fällen von Fahnenflucht „vergleichsweise milde“ aus, wofür Vorwald verantwortlich gewesen sei. Am 29. April 1945 geriet Vorwald in US-amerikanische Kriegsgefangenschaft, aus der er am 15. Januar 1948 entlassen wurde.

### Nachkriegsjahre
Nach seiner Entlassung arbeitete Vorwald wenige Jahre in der freien Wirtschaft als Technischer Leiter und Prokurist. Eine andere Quelle gibt an, dass Vorwald als Handelsvertreter arbeitete. Am 1. September 1953 trat er wieder in den Staatsdienst ein, wo er als Technischer Angestellter im Bundeskanzleramt (Amt Blank) in der Außenstelle Koblenz (Abteilung V) eingesetzt wurde. Dort war er zunächst Leiter der Unterabteilung C (Planung für EVG bezüglich Forschungs-, Entwicklungs- und Prüfwesen). Zum 1. April 1956 wurde Vorwald zum Leiter der Abteilung Wehrtechnik (T) im Bundesverteidigungsministerium ernannt. Hier wurde er am 15. November 1957, unter gleichzeitiger Ernennung zum Beamten auf Lebenszeit zum Ministerialdirigent ernannt. Am 11. Februar 1958 wurde Vorwald Beauftragter für die Erprobungsstellen der Bundeswehr im Bundesamt für Wehrtechnik und Beschaffung (BWB). Während seiner dortigen Dienstzeit wurde Vorwald im Zuge einer Raketentreibstoffkontroverse (E 3 (Festtreibstoffsatz) und O 31 (Flüssigtreibstoff)) vom Generalbundesanwalt wegen Landesverrat angeklagt, jedoch später freigesprochen. Der Spiegel behandelte diesen Vorfall seinerzeit ausführlich im Heft 52 des Jahrganges 1957. Am 31. Mai 1964 schied Vorwald aus dem Staatsdienst aus.